# 庫爾

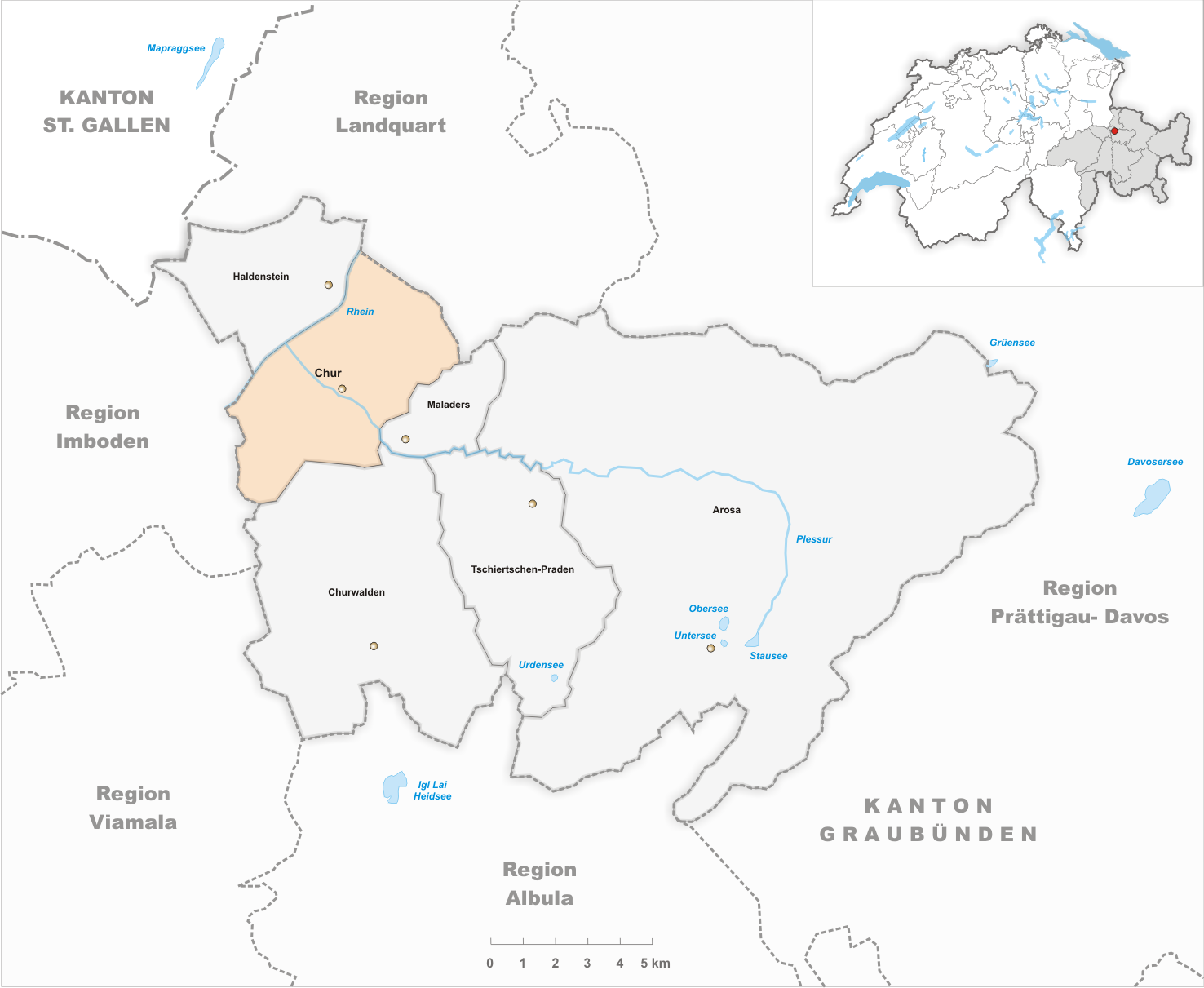
库尔市地图

庫爾（德語：Chur）是瑞士联邦的城镇，位於格劳宾登州北部，也是該州的首府。库尔面积为28.09平方千米，海拔高度593米，2017年12月31日人口为37,240人。
库尔位于阿尔卑斯莱茵河右岸，是天主教库尔教区的主教驻地。

## 读音
虽然当地方言的发音是[ˈkʰuːr]（音同库尔），但在瑞士标准德语跟其他瑞士德语方言中的发音都是[ˈxuːr]（音同户尔）。

## 地理
库尔位于阿尔卑斯莱茵河的宽阔山谷中，莱茵河在该市附近从向西转而向北直到汇入博登湖。
1997年，该市面积的52%被森林覆盖，19%为农业用地，25%为建筑用地，4%的面积是非生产性的。

## 历史

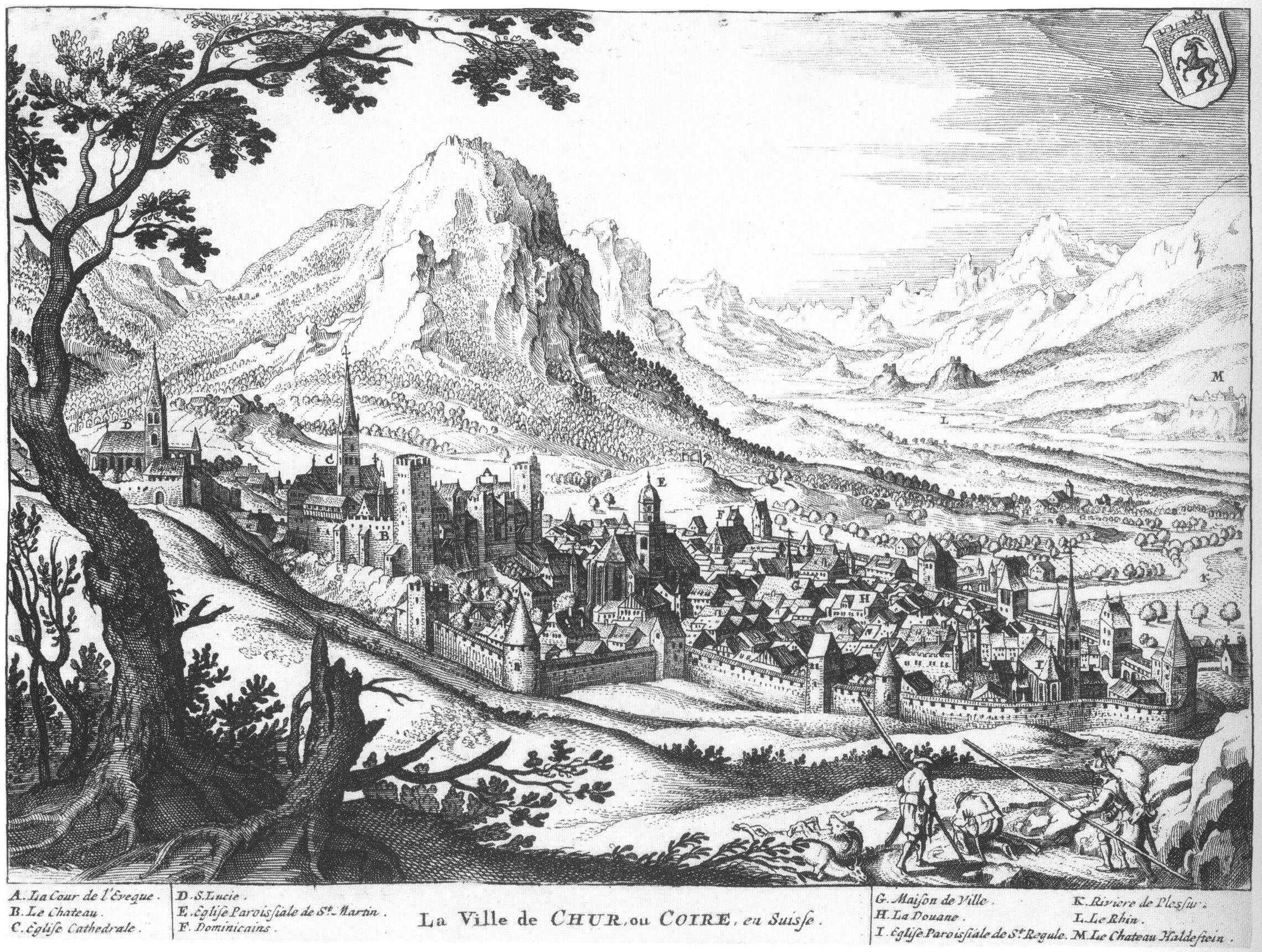
1642年的库尔市，由马特乌斯·梅里安绘制

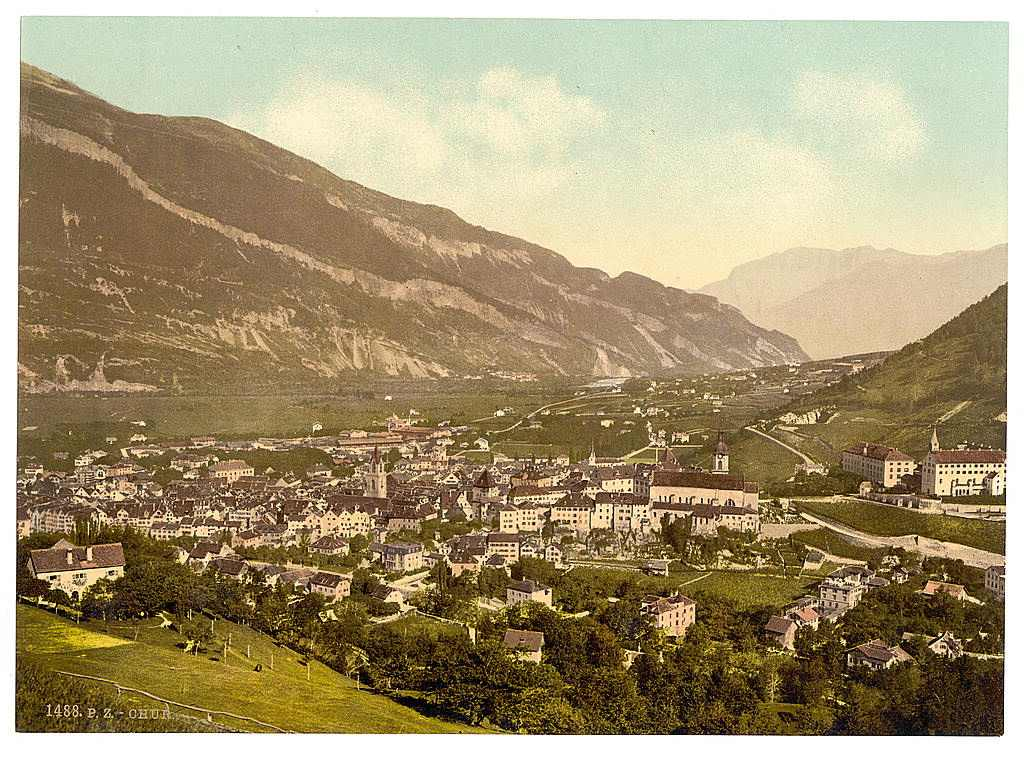
1900年的库尔市

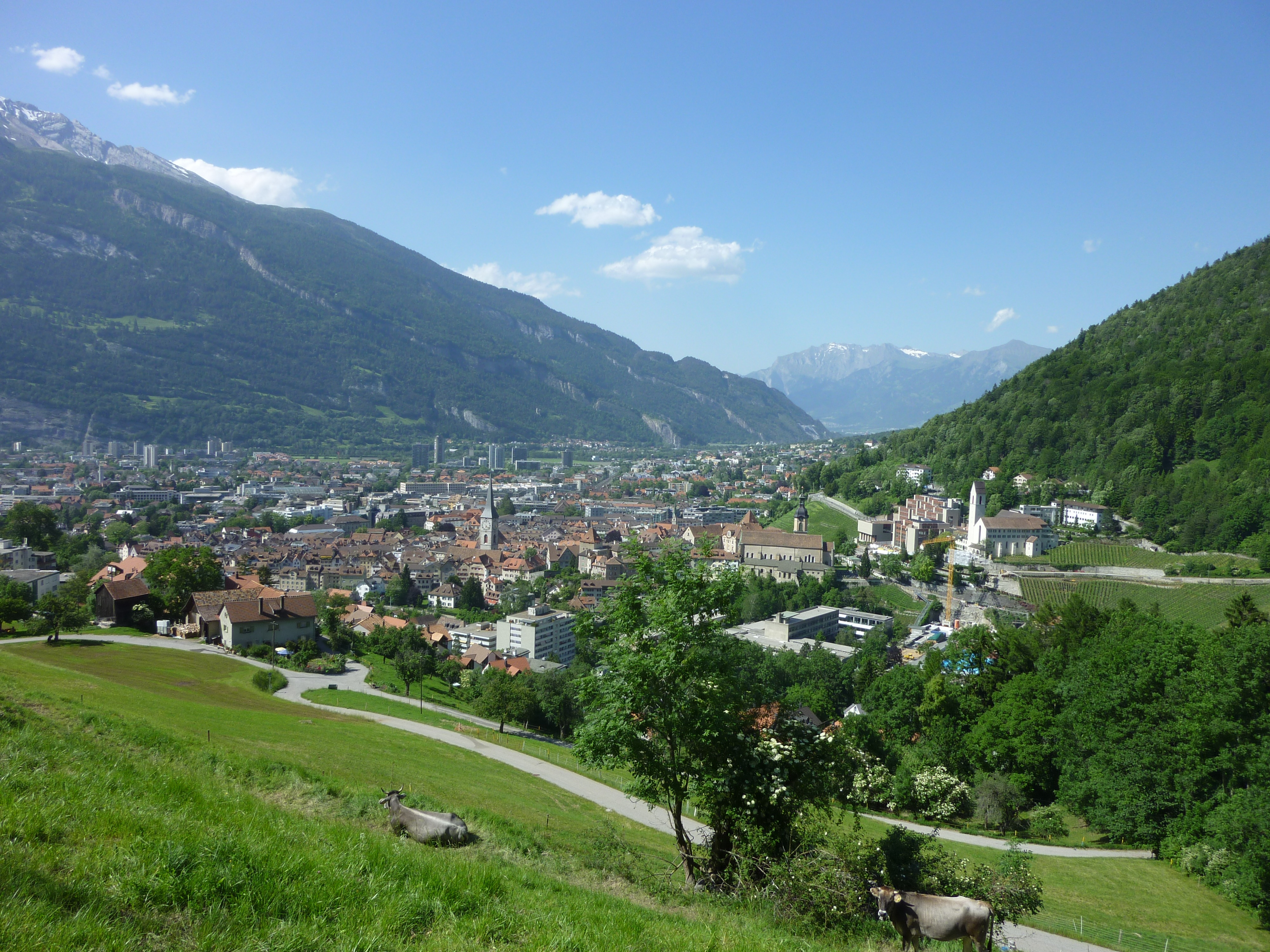
2010年6月的库尔市

### 史前时代
经出土文物证实，库尔在新石器时代（公元前4500年左右）就已经有人居住，而在当时人类很难找到安全而适合长期居住的聚居区。在库尔市的塞恩霍夫/卡尔利霍夫地区（Gebiet Sennhof/Karlihof）甚至发现了公元前11,000年的人类活动遗迹，引起了轰动。在这次考古发掘之后，为了吸引游客，库尔开始以“瑞士最古老城市”作为宣传标语。在该市附近也发现了青铜时代和铁器时代的聚落遗迹和文物，进一步证实该市的悠久历史。

### 古代
罗马人在公元前15年征服了雷蒂亚地区，此地归属于雷蒂亚省。从公元1世纪到4世纪，在Welschdörfli地区发现了一个农业商业定居点。包括了一些住宅建筑，也有公共建筑、贸易建筑和一个温泉浴场。1965年在市政厅前的广场下面发现了奥古斯都之子——卢修斯·凯撒的一块铭文，可能是一座荣誉纪念碑的一部分。罗马时代晚期确认在附近已经有一座堡垒，从公元4世纪开始，库尔教区成为阿尔卑斯山以北的第一个教区。第一个确认的主教是451年的阿西尼奥。库尔大教堂的底层部分（包括主教住所）可能就是在这个时期修建的。

### 中世纪早期
9世纪，库尔由虔诚者路易统治。在10世纪时，马扎尔人和撒拉逊人先后入侵，烧毁了教堂和众多房屋。此后库尔得到了稳定的发展，而且其优越的地理位置位于欧洲南北最重要的通道上面，也是阿尔卑斯山道分歧的地方，一侧是尤利尔山口和塞普蒂梅山口，另一侧是斯普吕根山口和圣贝纳迪诺山口。奥托大帝在951年任命他的侧近哈特珀特（Hartpert）担任主教，并在958年授予教区广泛的权利和财产。
13世纪，库尔已经拥有1000多居民，并修建了城墙。1367年，成立「神所同盟」是库尔市民寻求自治的开始，1413年第一次提到了库尔市长的存在。1418年开始的四年间，库尔市民经常袭击主教居所，迫使主教做出让步。1464年4月，库尔遭遇了大火灾。这座城市的重建工作主要由说德语的工匠完成，他们也大都留在库尔，这导致德语在库尔的抬头。

### 中世纪后期
1465年，库尔派代表面见皇帝腓特烈三世，皇帝授予他们几乎完全独立于主教的世俗权力。市民起草了一部新宪法，基于该宪法原则，库尔居民立刻建立了五个行会。新宪法章程确保了政治权力从主教转到了行会。由于库尔的行政完全由行会控制，因此贵族也很快选择加入行会。1471年，库尔领导的神所同盟与灰色同盟、十辖区同盟结盟，组成了著名的三同盟（Drei Bünde）。1489年，库尔虽然获得了拥有自主法庭的权利，但未能获得帝国自由城市的称号。1497年，三同盟与瑞士邦联结盟。1499年，三同盟与奥地利爆发士瓦本战争，并导致瑞士邦联介入。
1512年教宗儒略二世授予这座城市一面“儒略旗”，表彰他们在帕维尔战役中协助教宗驱逐了法国人。1523年，在约翰内斯·科曼德（Johannes  Comander）的领导下，库尔开始宗教改革，1527年天主教弥撒被废除，不过主教席位仍然留在库尔。16世纪，德语人口超过罗曼什语人口。从16世纪到17世纪初，库尔经历了经济繁荣发展，但是在三十年战争中经历了破坏、流行病和不信任的政治气氛。从17世纪中叶开始，库尔再次开始平稳的发展时期。到18世纪，城市进行了一次扩建。

### 近现代
行业统治大约了将近400年，1840年通过了新的贸易自由法案，行会失去了合法性并解散。作为雷蒂亚地区的最大的城市，库尔是三州联盟的政治和经济中心。
1803年，三州联盟改组为格劳宾登州并正式加入瑞士联邦，库尔成为州首府。1820年格劳宾登州宪法生效。19世纪后期城市的防御工事被拆除，之后在1900年左右和20世纪中后期继续扩展至现在的规模。

## 人口
库尔的人口从2012年以来一直稳定在37000人左右。

### 语言
库尔原本过去主要使用罗曼什语，但是从15世纪开始，德语人口逐渐增加，最终变成一座德语城市。
2000年的人口普查结果，81.0%的库尔市民使用德语，5.4%使用罗曼什语，5.1%使用意大利语。库尔当地使用的方言被称为Churerdeutsch（库尔德语）。

### 宗教
2020年的统计结果，在库尔的常住人口中有37.0%信仰天主教，28.3%信仰新教，34.8%属于其他宗教或者无宗教信仰。对比2000年瑞士联邦的人口统计数据，天主教的信仰比例下降了7.6%。新教的信仰比例下降了10.2%。

## 政治
立法机构库尔市议会（Gemeinderates）一共有21个议席，行政机构库尔市委员会（Stadtrat）一共有3名成员，包括市长。两者都是通过选举产生，任期为四年。市长是乌尔斯·马尔蒂（Urs Mardi）（自民党.自由党），从2013任职至今。
目前市议会中席位最多的是瑞士社会民主党（6席），其次是瑞士人民党（4席）。

### 友好城市
库尔市与以下城市缔结为友好城市关系：
- 德国，巴特洪堡
- 盧森堡，蒙多夫莱班
- 法國，卡堡
- 奥地利，迈尔霍芬
- 義大利，泰拉奇纳

## 经济
现代库尔已经没有大型工业作为经济支柱，因此主要依靠服务业（第三产业）支撑城市发展。包括州行政、教育机构、卫生服务、铁路、邮局、零售等产业，提供了20000多个工作岗位。而从事农林业的人员仅有不到200人。格劳宾登州立医院拥有1700名员工，是当地最大的雇主单位。
格劳宾登州立银行和伍尔特集团分公司Würth Logistics AG位于库尔。HIGA（产业与交易展会）每年春天在库尔举办。

## 交通
库尔火车站是当地重要的铁路枢纽，可以通过SBB的铁道直通圣加伦和苏黎世。不过在格劳宾登州内运营的主要是雷蒂亚铁路（RhB）。通过雷蒂亚铁路，库尔与达沃斯、圣莫里茨乃至意大利的蒂拉诺连接。其中阿尔布拉（Albula）和伯尔尼纳（Bernina）两条阿尔卑斯山口的路线是瑞士的世界遗产之一。
库尔同时也位于瑞士的A13高速公路上面，这条公路通往提契诺州的贝林佐纳。